# مقياس الرسم

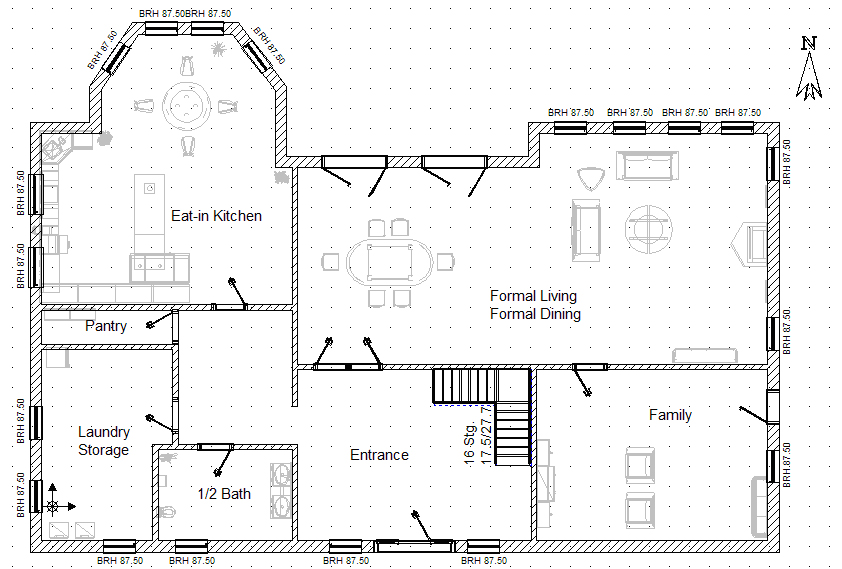
مقياس رسم لتصميم منزل.

مقياس الرسم  في الهندسة (بالإنجليزية: scale ratio) هي النسبة التي تعطي طول معين على نموذج إلى طول الشيء الحقيقي . ترسم الخرائط بمقياس رسم معين مثل 1/100 ، أي أن كل 1 سنتيمتر على الخريطة يمثل 100 سنتيمتر على أرض الواقع . عندما يقوم مهندس معماري بتصميم بيت فهو يقوم برسمه عل الورق مستخدما مقياسا للرسم، فيكون تمثيل كل ضلع من أضلاع قاعدة البيت على الرسم متناسبا مع نظيره على الحقيقة . هذا بالنسبة إلى الرسوم والخرائط ذات البعدين (مساحات). كما يمكن باستخدام مقياس للرسم تمثيل شيء ذو ثلاثة أبعاد في نموذج مصغر، مثل نموذج بيت أو نموذج سيارة أو طائرة . فنقول مقياس رسم النوذج 1:100 أو مقياس رسم النوذج 1:1000 . بالنسبة للخرائط إذا رسمت بلدا أو قطرا فنضطر إلى استخدام مقياس رسم كبير مثل 1:1.000.000 ويمكن التعبير عن مقياس الرسم أيضا 1/1.000.000.

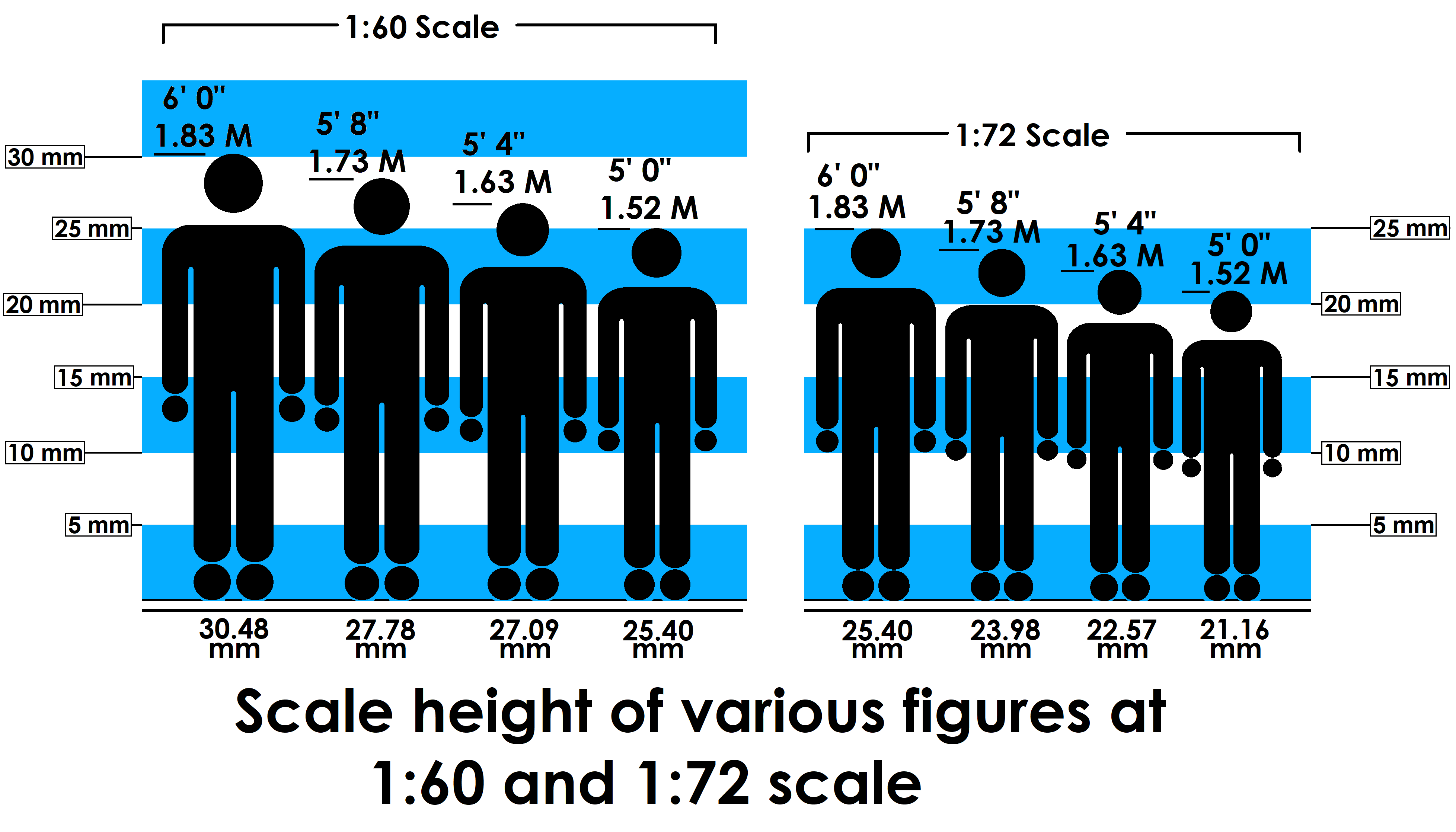
ارتفاع مقياس الشخصيات البشرية.

## الخرائط
يستعمل مقياس الرسم لرسم الخرائط، فإذا كانت الخريطة مرسومة بمقياس رسم 1:100.000 تكون المسافات على الحقيقة أكبر 100.000 مرة من نظيرتها على الرسم . 1 سم على الخريطة يعادل 1 كيلومتر على الحقيقة .
- مقياس رسم 1:1 يعبر عن أن الرسم يعادل نفس طول الشيء.
- مقياس رسم 1:2 (واحد لاثنين) يعني أن الشيء أكبر مرتين من الرسم،
- مقياس رسم 2:1 (اثنين لواحد ) يعني أن مقاييس الرسم ضعف مقاييس الشيء .

عندما تقوم برسم خلية حية تقوم بتضخيمها باستخدام مقياس رسم معين، وإلا!

## اقرأ أيضا
- خارطة قاعدة
- خارطة أرضية